# Neko nas posmatra
Neko nas posmatra – ósmy album grupy Ekatarina Velika wydany w 1993 przez wytwórnię PGP-RTB. Nagrań dokonano w 1992 i 1993 w belgradzkich studiach V, VI i XIII RTB. Reedycja CD z 1998 zawiera dodatkowo siedem utworów.

## Lista utworów
LP 1993, CD 1993
1. "Neko nas posmatra" (sł. muz. M. Mladenović, muz. M. Mladenović, M. Stefanović) – 4:49
2. "Istina mašina" (sł. i muz. D. Topić) – 4:22
3. "Ne" (sł. i muz. M. Mladenović) – 3:46
4. "Zajedno" (sł. i muz. M. Mladenović) – 3:50
5. "Anestezija" (sł. i muz. M. Mladenović) – 3:49
6. "Just Let Me Play Some Modern R'n'R Music" (sł. i muz. M. Mladenović) – 3:18
7. "Hej mama" (sł. M. Mladenović, muz. M. Mladenović, D. Uskoković) – 4:16
8. "Bežimo u mrak" (sł. muz. M. Mladenović, muz. M. Mladenović, M. Stefanović) – 3:24
9. "Jadransko more" (sł. i muz. M. Mladenović) – 4:10
10. "Ponos" (sł. i muz. M. Mladenović) – 4:28

CD 1998
1. "Just Let Me Play Some Modern R'n'R Music (demo)" (sł. i muz. M. Mladenović) – 3:17
2. "Bežimo u mrak (demo)" (sł. muz. M. Mladenović, muz. M. Mladenović, M. Stefanović) – 3:03
3. "Hej mama (demo)" (sł. M. Mladenović, muz. M. Mladenović, D. Uskoković) – 4:05
4. "Neko nas posmatra (demo)" (sł. muz. M. Mladenović, muz. M. Mladenović, M. Stefanović) – 4:52
5. "Istina mašina (demo)" (sł. i muz. D. Topić) – 3:59
6. "Anestezija (demo)" (sł. i muz. M. Mladenović) – 3:43
7. "Jadransko more" (sł. i muz. M. Mladenović) – 4:43
8. "Zajedno" (sł. i muz. M. Mladenović) – 3:50

- utwory demo 11-16 nagrano w studiu XIII RTB, Belgrad, listopad 1992.
- utwory 17 i 18 koncert w "Sava Centar", Belgrad, 12 listopada 1993

## Skład
- Milan Mladenović – śpiew, gitara
- Margita Stefanović – instr. klawiszowe, dalszy śpiew
- Marko Milivojević – perkusja
- Dragiša Uskoković – gitara basowa
- Miladin "Jela" Jeličić – dalszy śpiew
- Nebojša "Bakoč" Bakočević – dalszy śpiew
- Tanja Jovićević – dalszy śpiew
- Zvonimir "Đule" Dukić – dalszy śpiew
- Goran "Čavke" Čavajda – instr. perkusyjne (17, 18), dalszy śpiew
- Miladin "Miško" Radivojević – instr. perkusyjne (17, 18)

produkcja
- Zoran Marić – nagranie
- Milan Mladenović – produkcja